# Łucznictwo na Letnich Igrzyskach Paraolimpijskich 2012
Łucznictwo na Letnich Igrzyskach Paraolimpijskich 2012 w Londynie rozgrywane było między 30 sierpnia – 5 września, na obiekcie Royal Artillery Barracks.

## Kwalifikacje
Do igrzysk zakwalifikowało się 140 zawodników, w tym 88 mężczyzn i 52 kobiet.

## Medaliści

### Mężczyźni
| Konkurencja                            | Złoto                                                  | Srebro                                                                                    | Brąz                                            |
| Łuk bloczkowy                          |                                                        |                                                                                           |                                                 |
| Indywidualnie – kat. W1 (szczegóły)    | Jeff Fabry                                             | David Drahonínský                                                                         | Norbert Murphy                                  |
| Indywidualnie – kat. Open (szczegóły)  | Jere Forsberg                                          | Matt Stutzman                                                                             | Doğan Hancı                                     |
| Łuk olimpijski                         |                                                        |                                                                                           |                                                 |
| Indywidualnie – kat. W1/W2 (szczegóły) | Oscar de Pellegrin                                     | Sanawi Hasihin                                                                            | Tseng Lung-hui                                  |
| Indywidualnie – stojąc (szczegóły)     | Timur Tuczinow                                         | Oleg Szestakow                                                                            | Michaił Ojun                                    |
| Drużynowo (szczegóły)                  | Rosja · Michaił Ojun · Oleg Szestakow · Timur Tuczinow | Korea Południowa · Jung Young-joo · Kim Suk-ho · Kim Yong-ok · Lee Myeong-gu · You In-sik | Chiny · Cheng Changjie · Dong Zhi · Li Zongshan |

### Kobiety
| Konkurencja                            | Złoto                                                        | Srebro                                                       | Brąz                                                          |
| Łuk bloczkowy                          |                                                              |                                                              |                                                               |
| Indywidualnie – kat. Open (szczegóły)  | Danielle Brown                                               | Mel Clarke                                                   | Stiepanida Artachinowa                                        |
| Łuk olimpijski                         |                                                              |                                                              |                                                               |
| Indywidualnie – kat. W1/W2 (szczegóły) | Zahra Nemati                                                 | Elisabetta Mijno                                             | Li Jinzhi                                                     |
| Indywidualnie – kat. Open (szczegóły)  | Yan Huilian                                                  | Lee Hwa-sook                                                 | Milena Olszewska                                              |
| Drużynowo (szczegóły)                  | Korea Południowa · Kim Ran-sook · Ko Hee-sook · Lee Hwa-sook | Chiny · Gao Fangxia · Li Jinzhi · Xiao Yanhong · Yan Huilian | Iran · Zahra Javanmard · Zahra Nemati · Razieh Shir Mohammadi |

## Tabela medalowa
| Miejsce | Państwo           | Złoto | Srebro | Brąz | Razem |
| ------- | ----------------- | ----- | ------ | ---- | ----- |
| 1.      | Rosja             | 2     | 1      | 2    | 5     |
| 2.      | Korea Południowa  | 1     | 2      | 0    | 3     |
| 3.      | Chiny             | 1     | 1      | 2    | 4     |
| 4.      | Stany Zjednoczone | 1     | 1      | 0    | 2     |
| 4.      | Wielka Brytania   | 1     | 1      | 0    | 2     |
| 4.      | Włochy            | 1     | 1      | 0    | 2     |
| 7.      | Iran              | 1     | 0      | 1    | 2     |
| 8.      | Finlandia         | 1     | 0      | 0    | 1     |
| 9.      | Czechy            | 0     | 1      | 0    | 1     |
| 9.      | Malezja           | 0     | 1      | 0    | 1     |
| 11.     | Kanada            | 0     | 0      | 1    | 1     |
| 11.     | Polska            | 0     | 0      | 1    | 1     |
| 11.     | Chińskie Tajpej   | 0     | 0      | 1    | 1     |
| 11.     | Turcja            | 0     | 0      | 1    | 1     |